# Каниц, Феликс Филипп
Фе́ликс Фи́липп Ка́ниц (нем. Felix Philipp Kanitz; 2 августа 1829, Пешт — 5 января 1904, Вена) — австрийский географ и этнограф, прозванный «Балканским Колумбом». Еврей, принявший христианство.

## Биография
Учился изобразительному искусству в Венском университете. С 1858 по 1889 год совершил множество путешествий по Балканскому полуострову, первоначально — в качестве художника газеты «Illustrierte Zeitung»: Каниц был превосходным рисовальщиком. Он бывал в Боснии, Герцеговине, Черногории, Сербии, в населённых болгарами местностях Турции (ещё до обретения Болгарией независимости), подробно и с большой симпатией описывая жизнь и быт южнославянских народов, выражая недовольство турецким владычеством — настолько, что экземпляры его книги «Дунайская Болгария и Балканы» (нем. «Donau-Bulgarien und der Balkan»; 1860, русский перевод 1876) были преданы в Стамбуле сожжению.
По мысли Каница в Вене был основан Восточный музей (1874), где молодые болгары готовились к учительской должности. Живо интересуясь Русско-Турецкой войной 1877—78, Каниц протестовал против некоторых статей Берлинского конгресса и всегда стоял за автономию Восточной Румелии.
Каниц пользовался огромным уважением на Балканах. В 1902 году он стал одним из первых почётных граждан города Ловеч. Село Каниц в Болгарии, недалеко от Видина, до сих пор носит его имя.